# William Morgan
William Morgan (Bridgend, País de Gales, junho de 1750 – 4 de maio de 1833) foi um médico e atuário britânico.
Membro de uma família de notáveis estudiosos, Morgan é considerado um dos fundadores da profissão de atuário, devido ao desenvolvimento que deu a Ciência Atuarial, dedicando-se ao estudo do seguro de vida e dando continuidade aos trabalhos de outros cientistas como James Dodson e Edward Mores.
Morgan mudou-se para Londres para realizar seus estudos médicos. Trabalho no Guy's Hospital mas em 1774 passou a atuar como assistente de John Pocock na The Equitable Life Assurance Society, em substituição a John Edwards, falecido no ano anterior. No ano seguinte, devido à morte de Pocock, Morgan assumiu o cargo de atuário principal da companhia. Foi a primeira vez que o termo passou a designar o matemático especializado em seguros. Seus conhecimentos médicos e decorrentes estudos contribuíram, por exemplo, para que a Equitable Life reduzi-se com segurança os valores de seus prêmios em 10%. Permaneceu no cargo por 56 anos, tendo se aposentado aos 80 anos de idade, em 1830, e tendo participado da construção de diversos outros escritórios de atuária na Inglaterra.
Morgan foi eleito membro da Sociedade Real de Londres em 1790, tendo recebido a Medalha Copley de 1789. Em sua família, outros dois cientistas também foram membros da Royal Society, seu tio, por parte de mãe, o médico Richard Price e, seu filho, o também atuário Arthur Morgan.

## Publicações selecionadas

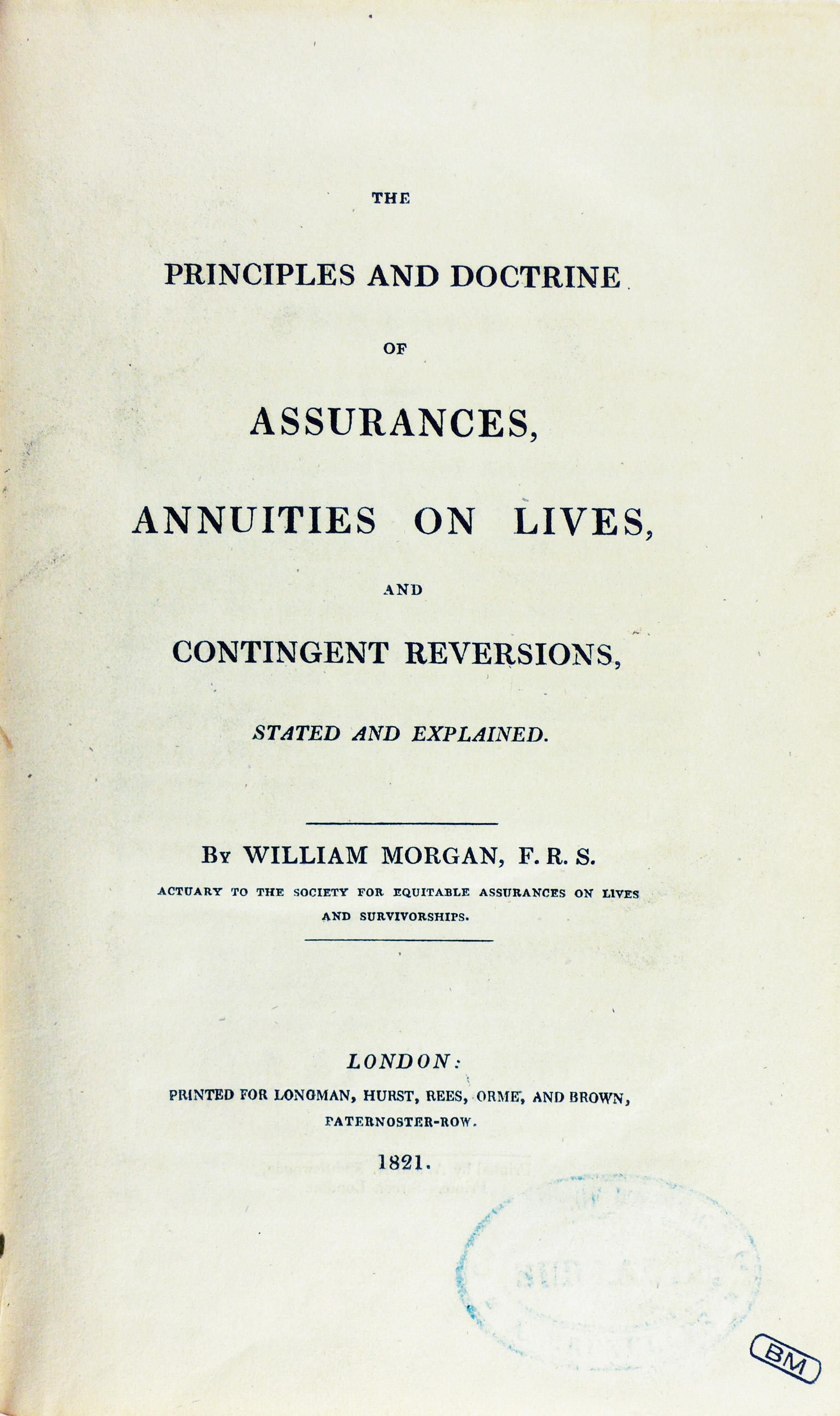
The principles and doctrine of assurance, 1821.

- Surplus Stock of the Equitable Society (1776);
- The Doctrine of Annuities and Assurances on Lives (1779);
- Appendix to A View of the Rise and Progress of the Equitable Society (1828).